# La Fière Tzigane
Pour plus de détails, voir Fiche technique et Distribution.
La Fière Tzigane (Gypsy Wildcat) est un film américain en technicolor réalisé par Roy William Neill, sorti en 1944. 

## Synopsis
Un vil baron opprime les gitans mais est fasciné par une belle Tzigane qui aime un inconnu sur un cheval blanc.

## Fiche technique
- Titre : La Fière Tzigane
- Titre original : Gypsy Wildcat
- Réalisation : Roy William Neill
- Scénario : James P. Hogan, Gene Lewis, James M. Cain, Ralph Stock
- Producteur : George Waggner
- Société de distribution : Universal Pictures
- Musique : Edward Ward
- Photographie : W. Howard Greene, George Robinson
- Montage :Russell F. Schoengarth
- Costume : Vera West
- Pays d'origine : États-Unis
- Langue : anglais
- Format : couleur (Technicolor) - 1.37:1 - son : Mono (Western Electric Recording)
- Genre : aventure
- Durée : 77 min
- Dates de sortie :
  - États-Unis : 2 août 1944
  - France : 11 février 1948
- Affiche : René Lefèbvre (France)

## Distribution
- Maria Montez : Carla
- Jon Hall : Michael
- Peter Coe : Tonio
- Nigel Bruce : High shériff
- Leo Carrillo : Anube
- Gale Sondergaard : Rhoda
- Douglass Dumbrille : le baron Tovar
- Curt Bois : Valdi
- Harry Cording : capitaine Marver